# 亚硫酸钆
亚硫酸钆是一种无机化合物，化学式为Gd2(SO3)3。

## 制备及性质
将二氧化硫通入钆的氧化物、氢氧化物或碳酸盐的浊液，得到亚硫酸氢钆（Gd(HSO3)3）溶液，将其加热或减压，可以沉淀出亚硫酸钆。
氯化钆和过量亚硫酸钠反应，得到亚硫酸根配盐（Na3[Gd(SO3)3]），它在酸性条件下也能沉淀出亚硫酸钆。
它的三水合物热分解，经无水物得到Gd2O2SO4。